# لونا اساوا
لونا اساوا (انگلیسی: Luna Eslava؛ زادهٔ ۱۵ سپتامبر ۱۹۶۴) بازیکن فوتبال اهل اسپانیا است.
از باشگاه‌هایی که در آن بازی کرده‌است می‌توان به باشگاه فوتبال رکریتیوو اوئلوا، باشگاه فوتبال کوردوبا، و باشگاه فوتبال کادیس اشاره کرد.